# Melania Delai
Melania Delai (* 15. Oktober 2002 in Trient) ist eine italienische Tennisspielerin.

## Karriere
Delai begann mit sieben Jahren das Tennisspielen und bevorzugt sowohl Sand- als auch Hartplätze. Sie spielt hauptsächlich auf der ITF Women’s World Tennis Tour, wo sie bislang einen Einzel- und drei Doppeltitel gewann.
Ihr erstes Turnier auf der WTA Tour spielte Delai bei den Palermo Ladies Open 2020, als sie eine Wildcard für die Qualifikation erhielt. Sie verlor aber bereits ihr Erstrundenmatch gegen Aliona Bolsova mit 7:62, 3:6 und 1:6. Bei den darauffolgenden Internazionali BNL d’Italia erhielt sie ebenso eine Wildcard für die Qualifikation, wo sie ihr Erstrundenmatch gegen Nao Hibino mit 4:6, 6:3 und 6:4 gewann, bevor sie in der Qualifikationsrunde Kaja Juvan mit 2:6 und 3:6 unterlag.

## Turniersiege

### Einzel
| Nr. | Datum             | Turnier  | Kategorie | Belag   | Finalgegnerin         | Ergebnis  |
| --- | ----------------- | -------- | --------- | ------- | --------------------- | --------- |
| 1.  | 21. November 2021 | Solarino | ITF W15   | Teppich | Jacqueline Cabaj Awad | 7:63, 6:3 |

### Doppel
| Nr. | Datum            | Turnier  | Kategorie   | Belag | Partnerin          | Finalgegnerinnen                       | Ergebnis         |
| --- | ---------------- | -------- | ----------- | ----- | ------------------ | -------------------------------------- | ---------------- |
| 1.  | 17. Februar 2018 | Hammamet | ITF $15.000 | Sand  | Angelica Moratelli | Hsu Chieh-yu Sandra Samir              | 6:2, 6:4         |
| 2.  | 22. Mai 2021     | Iraklio  | ITF W15     | Sand  | Vanda Lukács       | Emily Seibold Arina Gabriela Vasilescu | 6:2, 6:2         |
| 3.  | 21. August 2021  | Villach  | ITF W15     | Sand  | Pia Lovrič         | Anita Husarić Alexandra Pospelowa      | 0:6, 6:2, [10:3] |